# Mahmoud Bentayg
Mahmoud Bentayg (en arabe : محمود بنتايك), né le 30 octobre 1999 à Casablanca, est un footballeur marocain qui évolue au poste d'arrière latéral gauche au Zamalek SC, en prêt de l'AS Saint-Étienne.
Il commence sa carrière en rejoignant le centre de formation de l'Association Jeunesse Sportive avant de rallier le Tihad Athletic Sport en 2020 où il joue la Coupe de la confédération, première participation africaine de l'histoire du club, et marque un but. En 2022, il rejoint finalement le Raja CA après de longues négociations. Il découvre la France et l'Europe dès l'année suivante en signant à Saint-Étienne.

## Biographie

### Formation et débuts
Mahmoud Bentayg voit le jour le 30 octobre 1999 à Hay Mohammadi, quartier industriel et résidentiel au Nord-Est de Casablanca. Jeune, il commence à jouer au football dans les équipes amateurs du quartier avant de rejoindre l'Association Jeunesse Sportive.
En 2019, il atteint l'équipe première qui évolue alors en quatrième division. Au terme de la saison 2019-2020, l'équipe tombe en cinquième division et Bentayg quitte le club.

### Révélation au Tihad AS (2020-2022)
En novembre 2020, il rejoint le Tihad Athletic Sport et s'impose rapidement comme titulaire sur le flanc gauche.
Le 23 décembre, il dispute son premier match en compétitions internationales au titre du premier tour de la Coupe de la confédération face à l'ESAE FC. Il ouvre le score en inscrivant un coup franc direct et délivre la passe du quatrième but (victoire 4-0).
Le 21 février 2021, il ouvre le score d'un tir lobé contre le Nkana FC lors du tour suivant de la Coupe de la confédération.
À l'été 2021, il est très proche de rejoindre le Raja Club Athletic mais le transfert échoue. En décembre, les négociations reprennent mais toujours sans succès. En fin de saison 2021-2022, ses bonnes prestations ne peuvent empêcher son équipe d'être reléguée en troisième division.

### Raja Club Athletic (2022-2023)
Le 18 juillet 2022, Mahmoud Bentayg paraphe finalement un contrat de trois saisons avec le Raja CA.
Le 10 octobre, il dispute son premier match avec les Verts en déplacement à Niamey au compte du premier tour de la Ligues des champions face à l'AS Nigelec (victoire 0-2).
Le 19 octobre, il entre en jeu à la mi-temps contre le Hassania d'Agadir au titre de la cinquième journée du championnat. À la 93e minute, il est fauché après un dribble sur le côté gauche et provoque un penalty qui sera converti avec succès par Mohamed Nahiri, offrant au Raja sa première victoire du championnat.
Le 5 novembre, alors que le Raja est mené au score contre le JS Soualem, il provoque un penalty qui permet à l'équipe d'égaliser et de remporter la rencontre (1-4).
Le 6 janvier 2023, au titre de la 11e journée du championnat contre l'Ittihad de Tanger, il délivre sa première décisive pour Hamza Khabba qui marque le troisième but du Raja CA (victoire 3-0).
Le 14 janvier, lors du 12e journée du championnat face au RS Berkane, il réussit à inscrire son premier but avec les Verts d'un tir lobé (victoire 0-2).

### AS Saint-Étienne (depuis 2023)
Mahmoud Bentayg découvre la France et l'Europe, en signant à l'AS Saint-Étienne en août 2023. Il marque son premier but avec les « Verts » lors de la lourde défaite des siens face à l'AJ Auxerre, 5-2, grâce à une passe d'Aïmen Moueffek.
Utilisé par ses entraîneurs respectifs (Laurent Batlles puis Olivier Dall'Oglio) en sortie de banc, Bentayg prend part à 20 matchs de Ligue 2, n'étant titularisé que deux fois. Il est dans le groupe pour les play-off d'accession contre Rodez puis Metz ou il rentre en jeu à chacun des trois matchs,,.
Montée en Ligue 1, Bentayg n'est pas dans le groupe lors des deux premiers matchs de championnat,.
Prêté au Zamalek SC avec option d’achat par l’AS Saint-Étienne jusqu’en juin 2025, Mahmoud Bentayg a été l’un des joueurs clés lors de la récente victoire de Zamalek SC en Supercoupe de la CAF face à Al Ahly SC.

## Palmarès

### En club
Zamalek SC
- Supercoupe de la CAF :
  - Vainqueur : 2024